# 히로 해군공창
히로 해군 공창(広海軍工廠)은 일본 제국 해군의 주로 항공기 개발을 담당한 군수 공장(조병창)이었다. 이후 항공기 부서는 제11해군 항공 공창으로 독립하고 태평양 전쟁 말기에는 제11공창으로 통합되었다.

## 개요
1921년 1월 15일, 히로시마현 가모 군 히로무라 (현 구레시)에 구레 해군 공창 히로 지창으로 개설되었다. 제1차 세계 대전 이후 항공 병력 증강에 대응하는 것이 목적이었다. 처음에는 항공기부, 조기부, 기관 연구부 회계 부분이 있었다.
1923년 4월 1일, 히로 해군 공창으로 독립, 총무부, 회계부, 의무부, 항공기부, 조기부, 기관 연구부가 설치되었다. 항공기부와 기관 연구부는 당시 다른 해군 공창에는 존재하지 않았다. 1932년, 요코스카 진수부에 해군 항공 조병창(이후 ‘해군 항공 기술 공장’)이 설치되어 해군의 항공기 연구 · 실험 부문을 집약해 나가기로 했다. 1935년 4월 5일 기관 연구부가 폐지되었다. 1939년 8월 1일, 제관을 제외 증기 기관과 재료의 실험을 담당하는 기관 실험부, 그리고 공작 기계 실험부를 신설했다. 1942년 4월 1일, 주조 실험부를 설치했다.
1941년 10월 1일에 항공기부가 독립하여 제11 해군 항공 공창이 설치되었다. 태평양 전쟁 중에도 생산 확대해 나가지 만, 전국의 악화에 따라 공장 피난이 검토되었지만, 미군기의 공습을 받게 되었고, 1945년 5월 5일의 집중 폭격에 의해 치명적인 피해를 받아 6월 26일에 폐지되면서 제11공창에 흡수되었다.
부지 대부분은 1951년부터 동양 펄프(이후 오지 제지)의 제지 공장이었고, 현재는 왕자 머티리얼(Oji Materia Co., Ltd) 구레 공장이 있다.

## 연혁
- 1921년 1월 15일 구레 해군 공창 히로 지청으로 개청
- 1923년 4월 1일 크기 해군 공창 설치
- 1935년 4월 5일 기관 연구부 폐지
- 1939년 8월 1일 기관 실험부· 공작기계 실험부 설치
- 1941년 10월 1일 항공기부가 독립 제11해군 항공 공창 설치
- 1942년 4월 1일 주조 실험부 설치
- 1945년 5월 5일 공습에 의해 치명적인 손상

6월 26일 폐지된 제 11공창에 흡수

## 참고 문헌
- Gunston, Bill (1993). 《World Encyclopedia of Aircraft Manufacturers》. Annapolis: Naval Institute Press. 148쪽.
- 구레시 역사편찬위원회 《구레시 역사》 제6권, 구레 시청, 1988년
- 이카리 義朗 《해군 하늘 기술 공장》 (광인사, 1989년)
- 해군역사보존회 《일본 해군의 역사》 제9권, 제10권, 第一法規出版 1995년.

## 같이 보기
- 구레 해군 공창